# Palacio de Shidlovski
El palacio de Shidlovski (en ucraniano: Палац Шидловських) es un palacio abandonado en Stari Mérchik, Ucrania. Se trata de uno de los complejos de parques y mansiones más antiguos de Ucrania Libre.  

## Geografía
El palacio está ubicado en las afueras de Stari Mérchik, 24 km al noreste de Valki y a unos 40 km al oeste de Járkiv.  

## Historia
El pueblo perteneció a los coroneles de Járkov, Fiódor y Lavrenti Shidlovski (tío y sobrino), desde 1691. La mejora de la finca fue realizada después de la abolición de la estructura del regimiento, en 1776-78 , por el nieto de este último, Grígori Románovich Shidlovski, consejero de estado.
Este palacio y su parque datan de la segunda mitad del siglo XVIII. El castillo actual, construido por Grígori Shidlovski entre 1777 y 1778, está situado en un parque y fue diseñado por el arquitecto provincial Petró Yaroslavski.
A principios del siglo XIX, Merchik era una de las granjas más prósperas de Sloboda Ucrania con salitre, destilería, fábricas de ladrillos y una fábrica de parquet. Desde la década de 1820, Merchik estuvo en posesión del héroe de las guerras napoleónicas, el conde Vasili Orlov-Denísov, cuyo hijo estaba casado con Natalia Shidlovskaya. Después de la reforma campesina, las propiedades nobles, basadas en el uso de trabajo campesino forzoso, comenzaron a empobrecerse rápidamente. En 1881, Stari Mérchik fue adquirida por un rico ingeniero ferroviario, Yevhén Dujovski, quien reconstruyó la iglesia y reemplazó el escudo de armas de Shidlovski en el frontón por el suyo. Antiguas lápidas de notable labor artística fueron abandonadas sin atención.
En la época soviética, la casa solariega fue entregada a una escuela agrícola, y el interior fue completamente reconstruido. Desde 1997 se encuentra en estado de abandono y poco a poco se está derrumbando. En 2001 se instalaron en el edificio puertas de hierro y rejas metálicas y unos años más tarde, se tapiaron las ventanas y puertas. Este monumento arquitectónico único aún permanece intacto. El 15 de abril de 2018 se incendió todo el palacio principal, y como resultado del cual se quemaron todos los pisos y el techo.

## Arquitectura
El estilo del palacio es neoclásico, pero la finca no se parece demasiado a otras fincas rusas y su similitud con las fincas polacas en Kresy, especialmente en Bielorrusia. La planta de esta enorme finca, es decir, todos los servicios, dependencias y graneros relacionados con el parque, parterres, parterres, huertas y huertas, es algo independiente y ejemplar. 

## Galería

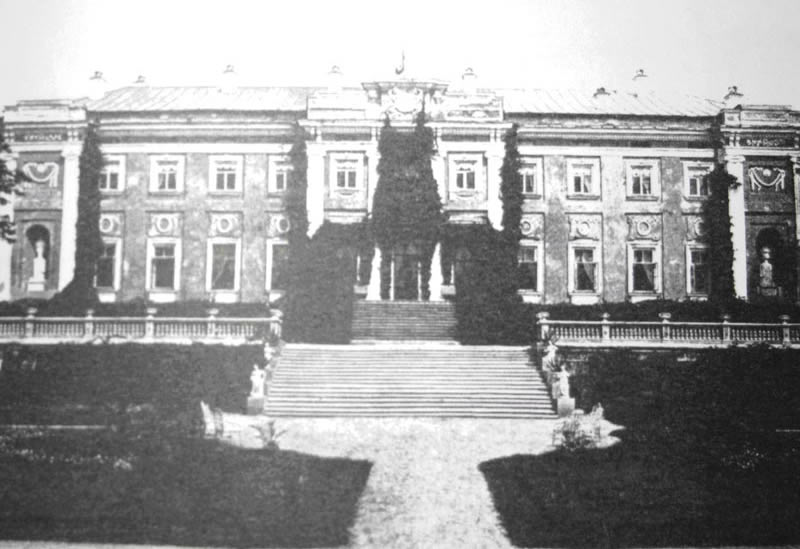
Palacio y sus jardines en 1917
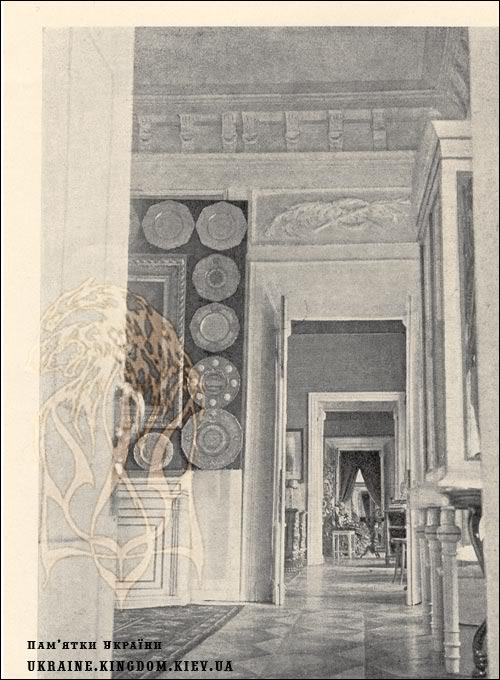
Decoración del siglo XIX
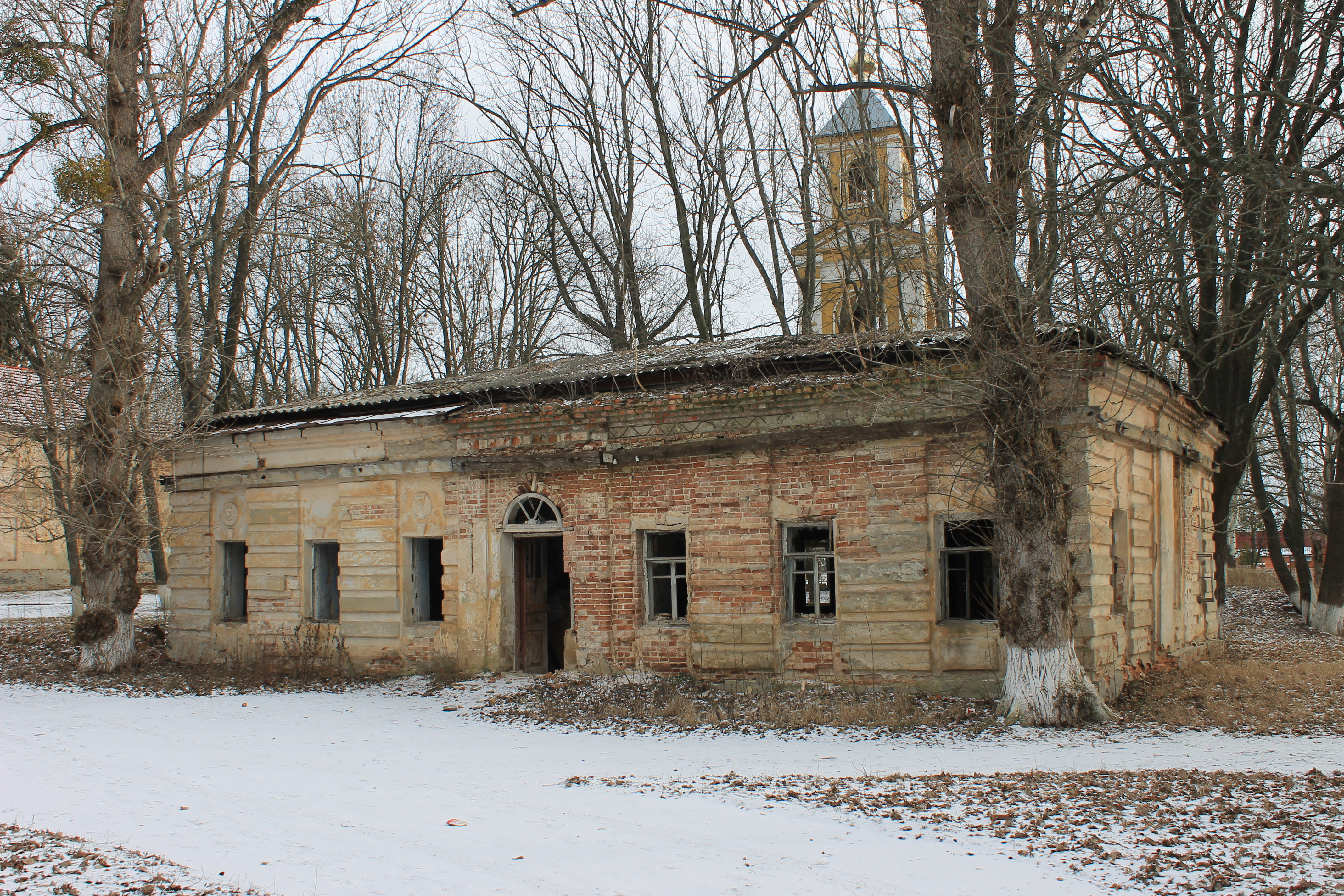
Ala este del palacio
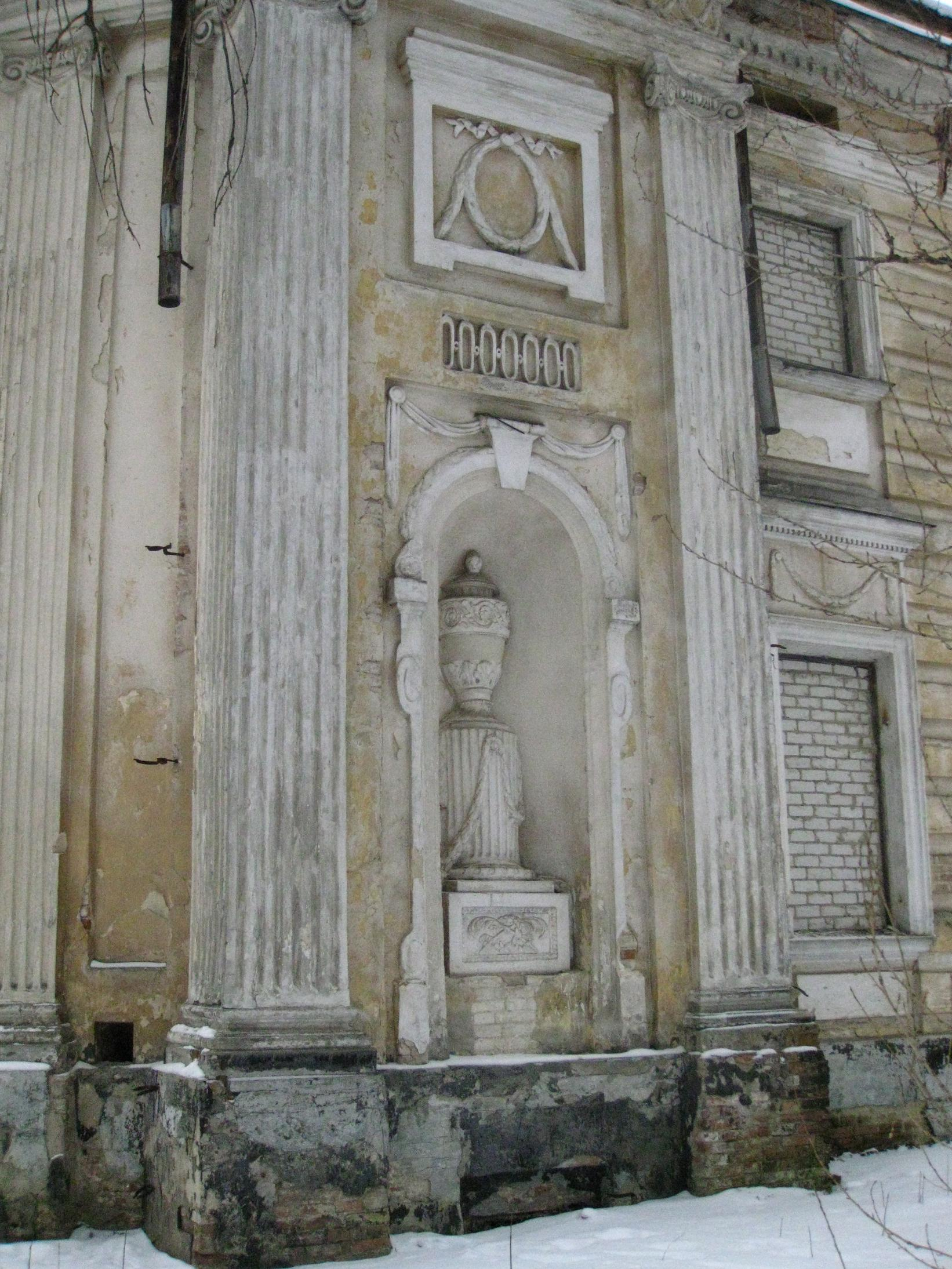
Decoración exterior
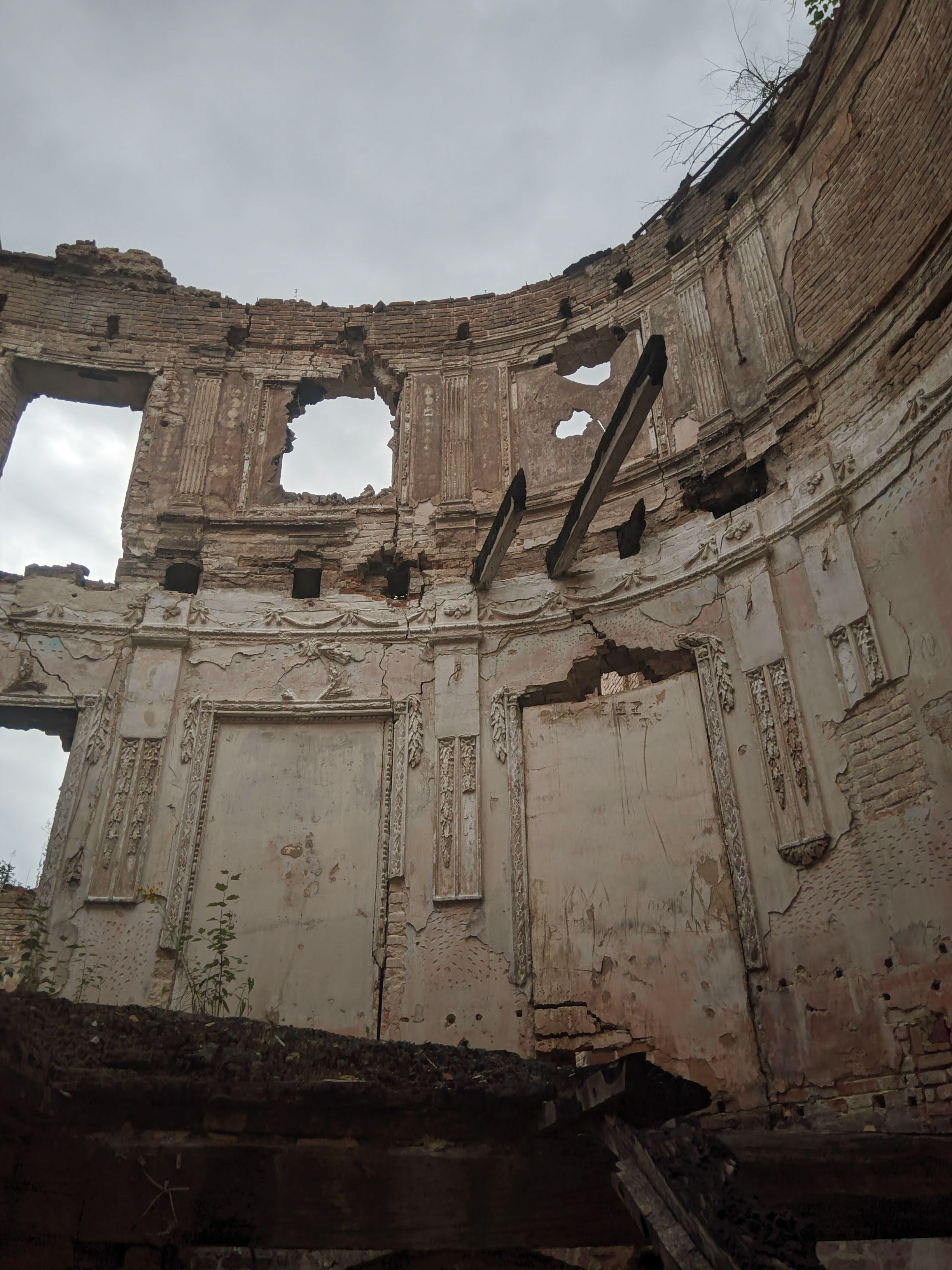
Interior del palacio tras el incendio de 2018